# Kerivoula depressa
Kerivoula depressa є видом вечірніх кажанів, які зустрічаються в Південно-Східній Азії.

## Опис
Kerivoula depressa вважається середнім за розміром представником роду Kerivoula. Його довжина передпліччя становить близько 30,8 мм. Він має сплощений череп без будь-якого сагітального гребеня, з найбільшою довжиною черепа близько 13,8 мм. Шерсть на спині двоколірна — окремі волоски чорні біля основи й темно-коричневі на кінчиках. Хутро на череві блідого кольору, також з двоколірними волосками, темно-коричневими біля основи та коричнево-жовтими на кінчиках.

## Ареал і середовище проживання
Kerivoula depressa зустрічається в Південно-Східній Азії, де його ареал включає Камбоджу, Лаос, М’янму, Таїланд і В’єтнам. Він зустрічається на висоті 150–1453 метрів над рівнем моря у вічнозелених лісах із низьким або помірним порушенням. Підлісок таких лісів зазвичай включає бамбук і банани, і, як і інші види Kerivoula, K. depressa може ночувати в міжвузлових просторах бамбука або в скручених листках бананових рослин.

## Загрози й охорона
Вирубка лісів, імовірно, загрожує виду в деяких частинах його ареалу. Цей вид був зареєстрований у численних охоронних територіях по всьому ареалу.